# Rio Blanco (Honduras)
Blanco é um rio que atravessa o território de Honduras, na América Central.